# La Peine du talion (film, 1906)
Pour plus de détails, voir Fiche technique et Distribution.
La Peine du talion est un film muet français réalisé par Gaston Velle, produit par Pathé Frères et sorti en 1906.

## Fiche technique
- Titre : La Peine du talion
- Réalisation : Gaston Velle.
- Société de production : Pathé Frères
- Pays de production  :  France
- Durée : 4 minutes
- Format : noir et blanc, colorisation au pochoir
- Dates de sortie :
  - France : 23 mai 1906
  - États-Unis : 17 février 1906